# Марк Антоколски
Марк Матвеевич Антоколски (2 ноември 1843, Вилнюс, Руската империя – 9 юли 1902, Франкфурт, Германската империя) е руски скулптор, академик (1871), професор (1880). Разработва теми от руската история.

## Биография
Роден е в еврейско семейство, като е най-малкото от 7 деца. Семейството му е бедно и много религиозно. Още от малък обича да рисува – по столове, по стените. Юдейство забранява изобразяването на човека и животните, така че родителите имат рязко негативно отношение към страстта на своя син. Но когато пораства, той е изпратен на обучение за дърворезбари. С талантливите ученици се занимава жената на вилнюския генерал-губернатор А. Назимова, която е известна покровителка на изкуствата. Благодарение на нея бъдещия велик скулптор е приет в Императорската художествена академия.
През 1864 г. получава сребърен медал за релефа „Евреинът-шивач“, а през 1865 г. – златен медал за „Скъперникът“. По време на следването си в Академията е увлечен от руската история и литература и първата му голяма работа е статуята на Иван Грозни (1870). Съветът на Академията издава на студента Марк Антоколски за тази му работа най-високото отличие – титлата академик. Великата княгиня Мария Николаевна (дъщеря на Николай I), покровителка на Академията на изкуствата, е въодушевена от скулптурите му и говори за работата на младия художник пред император Александър II. Статуята прави огромно впечатление на царя и той я купува за Ермитажа за 8000 рубли (към този момент това е огромна сума).
През 1871 г., след като завършва Академията, Антоколски отива в Рим и Париж, което е обичайна практика за възпитаниците на Академията. Считало се е, че бъдещите скулптори трябва да се потопят в атмосферата на културата и да видят работа на класиците в оригинал. В Рим Антоколски работи по статуята на Петър I, която започва още в Русия. Това произведение той завършва в Санкт Петербург. В същото време той е избран за член-кореспондент на Парижката академия. През 1878 г. той показва новите си работи на Световното изложение в Париж и е награден с най-високото отличие ордена на Почетния легион. Скоро той е избран за почетен член и на други академии в Западна Европа: Виенската, Берлинската, Лондонската и др.
Антоколски умира във Франкфурт и е погребан в Санкт Петербург в еврейско гробище.

## Творчество
- „Евреинът-шивач“ – 1864 г.
- „Скъперникът“ – 1865 г.
- „Момче краде ябълки“ – 1865 г.
- „Дебатът за Талмуда“ – 1868 г.
- „Атаката на Инквизицията на евреите“ – 1863 – 1869 г.
- „Иван Грозни“ – 1870 – 1871 г.
- „Петър I“ – 1872 г.
- „Ермак“ – 1872 г.
- „Христос пред съда на народа“ – 1874 г.
- „Смъртта на Сократ“ – 1875 г.
- „Надгробен паметник на принцеса Оболенски“ – 1876 г.
- „Спиноза“ – 1882 г. и много други.

- Марк Антоколски в студиото си в Париж.
- Иван Грозни (1870 – 1871)
- Смъртта на Сократ (1875)
- Петър I (1872)
- Христос пред народа (1878)
- Спиноза (1882)
- Мефистофел (1884)
- Русалка (1900)